# Sítio d'Abadia
Sítio d'Abadia är en kommun i Brasilien.   Den ligger i delstaten Goiás, i den sydöstra delen av landet, 200 km nordost om huvudstaden Brasília. Antalet invånare är 2 821.
Omgivningarna runt Sítio d'Abadia är huvudsakligen savann. Trakten runt Sítio d'Abadia är nära nog obefolkad, med mindre än två invånare per kvadratkilometer.